# Weinberg (Familienname)
Weinberg ist ein Familienname deutscher Herkunft. 

## Herkunft und Verbreitung
Der Name kann verschiedener Herkunft sein
- von altgermanisch Winibert (win = Freund, bert = glänzend) oder auch Winibold (bold = kühn)[1]
- von althochdeutsch wīnberc, Weinberg, als Orts- oder Herkunftsname, im Mittelalter meist als Namenszusatz (1271 Cunradus Stophilus de Winberg).[2]

Der Familienname Weinberg findet sich häufig für jüdische Familien.
In der Gegenwart ist er in den USA am häufigsten und in Israel am dichtesten anzutreffen.

## Namensträger
- Abraham Weinberg (1897–1935), US-amerikanischer Mobster
- Adrian Weinberg (* 2001), US-amerikanischer Wasserballspieler
- Albert Weinberg (1922–2011), belgischer Comicautor
- Albrecht Weinberg (* 1925), deutscher Überlebender und Zeitzeuge des Holocaust
- Alvin M. Weinberg (1915–2006), US-amerikanischer Physiker und Wissenschaftsorganisator
- Arthur von Weinberg (1860–1943), deutscher Chemiker und Industrieller
- Bernard Weinberg (1909–1973), US-amerikanischer Romanist
- Bernhard Weinberg (1815–1877), deutscher Unternehmer
- Boris Petrowitsch Weinberg (1871–1942), russischer Physiker, Geophysiker, Glaziologe und Hochschullehrer
- Boris Rufimowitsch Weinberg (* 1938), russischer Mathematiker
- Carl von Weinberg (1861–1943), deutscher Kaufmann, Unternehmer und Stifter
- David Weinberg (* 1952), US-amerikanischer Ruderer
- Erick Weinberg (* 1947), US-amerikanischer Physiker
- Franz Weinberg (1924–2016), Schweizer Betriebswissenschaftler
- Fritz Weinberg (1876–1943), deutscher Rechtsanwalt
- George Weinberg (1929–2017), US-amerikanischer Psychologe, Psychotherapeut und Autor
- George Weinberg (Unternehmer) (* 1948), US-amerikanischer Unternehmer
- Gerald M. Weinberg (1933–2018), US-amerikanischer Informatiker und Autor
- Gerhard L. Weinberg (* 1928), US-amerikanischer Historiker
- Guido Kaschnitz von Weinberg (1890–1958), österreichischer Klassischer Archäologe
- Hanns Weinberg (Antiquitätenhändler) (1900–1976), deutscher Rechtsanwalt in Berlin und Antiquitätenhändler in London und New York
- Hanns Weinberg (Publizist) (1891–nach 1955), deutscher Publizist in Düsseldorf
- Harald Weinberg (* 1957), deutscher Politiker (Die Linke)
- Helena Weinberg (* 1963), deutsche Springreiterin, siehe Helena Stormanns
- Herbert Weinberg (* 1939), deutscher Fußballspieler
- Jay Weinberg (* 1990), US-amerikanischer Schlagzeuger
- Jechiel Jaakov Weinberg (1884–1966), orthodoxer Rabbiner und Talmud-Gelehrter
- Jehuda Louis Weinberg (1876–1960), deutsch-israelischer Jurist und Schriftsteller
- Johannes Weinberg (* 1932), deutscher Erwachsenenpädagoge und Hochschullehrer
- Josef Weinberg (* 1892–?), deutscher Schriftsteller heimatgeschichtlicher Themen
- John Weinberg (1925–2006), US-amerikanischer Manager
- Kurt Weinberg (1912–1996), deutsch-amerikanischer Germanist, Romanist und Komparatist
- Larry Weinberg (* ?), US-amerikanischer Effekt-Künstler und Animator
- Lew Iossifowitsch Weinberg (1944–2010), russischer Unternehmer, Vizepräsident des Russischen Verbandes der Industriellen und Unternehmer und Wissenschaftler
- Magnus Weinberg (1867–1943), orthodoxer Rabbiner und Autor
- Manfred Weinberg (* 1959), deutscher Literaturwissenschaftler
- Marcus Weinberg (* 1967), deutscher Politiker (parteilos)
- Markus Weinberg (* 1983), deutscher Filmemacher und Radrennfahrer
- Martin S. Weinberg (* 1939), US-amerikanischer Soziologe, Sexualwissenschaftler und Hochschullehrer
- Max Weinberg (Maler) (Moshe Weinberg; 1928–2018), deutscher Maler und Bildhauer
- Max Weinberg (Schlagzeuger) (* 1951), amerikanischer Schlagzeuger
- Meyer Weinberg (1914–1970), US-amerikanischer Jazzmusiker
- Mieczysław Weinberg (1919–1996), sowjetischer Komponist polnischer Herkunft
- Mike Weinberg (* 1993), US-amerikanischer Schauspieler
- Moritz Weinberg (1888–1944), deutscher Jurist
- Mosche Weinberg (Moshe Weinberg; 1939–1972), israelischer Ringer-Trainer
- Peter Weinberg (* 1946), deutscher Sportwissenschaftler und Hochschullehrer
- Peter Weinberg (Pferdetrainer) (* 1952), deutscher Springreiter und Trainer
- Pjotr Issajewitsch Weinberg (1831–1908), russischer Dichter und Übersetzer
- Ray Weinberg (1926–2018), australischer Hürdenläufer
- Robert Weinberg (Schriftsteller) (1946–2016), US-amerikanischer Autor
- Robert Allan Weinberg (* 1942), US-amerikanischer Molekularbiologe
- Rolf Weinberg (1919–2011), deutscher Emigrant
- Sam Weinberg (* ≈1990), US-amerikanischer Jazz- und Improvisationsmusiker
- Saul S. Weinberg (1911–1992), US-amerikanischer Archäologe
- Serge Weinberg (* 1951), französischer Geschäftsmann
- Shraga Weinberg (* 1966), israelischer Rollstuhltennisspieler
- Sidney Weinberg (1891–1969), US-amerikanischer Manager
- Simson Weinberg (1909–1988), austroamerikanischer Komponist, Autor und Kritiker, siehe Jimmy Berg
- Stephan Weinberg (* 1975), deutscher Verwaltungsjurist und Politiker (SPD)
- Stephen Alan Weinberg (* 1942), US-amerikanischer Kasinobetreiber, siehe Steve Wynn (Unternehmer)
- Steven Weinberg (1933–2021), US-amerikanischer Physiker
- Thomas Weinberg (* 1987), deutscher Springreiter
- Ulrike Weinberg, Geburtsname von Ulrike Ottinger (* 1942), deutsche Filmemacherin, Malerin und Fotografin
- Wendy Weinberg (* 1958), US-amerikanische Schwimmerin
- Werner Weinberg (1915–1997), deutsch-US-amerikanischer Hebraist
- Wilhelm Weinberg (1862–1937), deutscher Arzt, Vererbungsforscher und Genealoge
- Yuval Weinberg (* 1990), israelischer Dirigent und Chorleiter